# Epp Annus
Epp Annus (* 30. August 1969 in Tallinn) ist eine estnische Literaturwissenschaftlerin und Schriftstellerin.

## Leben und Werk
Epp Annus machte 1987 Abitur in Tallinn und studierte anschließend an der Universität Tartu estnische Philologie mit dem Schwerpunkt Literatur. 1993 schloss sie das Studium mit einer Arbeit über Asta Willmanns Hauptwerk Eine Handvoll Asche, eine zweite voll Erde mit dem Magister ab. Nach mehreren Studienaufenthalten im Ausland, unter anderem an den Universitäten in Turku, Helsinki, Glasgow und der Cornell University, wurde sie 2002 in Tartu zum Dr. phil. promoviert.
Von 1994 bis 2004 war sie Forscherin am Under-und-Tuglas-Literaturzentrum der Estnischen Akademie der Wissenschaften, seit 2005 ist sie als Wissenschaftlerin beim Estnischen Literaturmuseum angestellt. Epp Annus ist Mitglied des Estnischen Schriftstellerverbands und lebt in der Landgemeinde Harku.
Annus‘ Forschungsschwerpunkt liegt auf postkolonialistischen Studien und der zeitgenössischen estnischen Literatur.

## Auszeichnungen
- 2022 Literaturpreis der Universität Tallinn

## Bibliografie

### Roman
- Matilda. Tallinn: Tuum 2007. 158 S.
- Tere, Aleksander. Lugu tulemata jäänud tulevikust ('Hallo, A. Geschichte von der nicht eingetretenen Zukunft'). [Tallinn]: EKSA 2021. 231 S.

### Kinderbücher
- Mari päev ('Maris Tag'). Tallinn: Päike ja pilv 2005. 10 S.
- Unelaul kahel häälel ('Zweistimmiges Schlaflied'). Tallinn: Päike ja pilv 2005. 14 S.
- Jaak läheb poodi ('Jaak geht einkaufen'). Tallinn: Päike ja pilv 2005. 20 S.
- Oravaraamat ('Das Einchhörnchenbuch'). Tallinn: Päike ja pilv 2005. 24 S.
- Jaak ja lumi ('Jaak und der Schnee'). Tallinn: Päike ja pilv 2005. 20 S.
- Oskar läheb õue ('Oskar geht nach draußen'). Tallinn: Päike ja pilv 2006. 10 S.
- Elavad tähed ('Lebendige Buchstaben'). Tallinn: Päike ja pilv 2009. 42 S.
- Oravalapsed vanas majas ('Die Eichhörnchenkinder im alten Haus'). Tallinn: Päike ja pilv 2011. 26 S.
- Oravalapsed talvises majas ('Die Eichhörnchenkinder im winterlichen Haus'). Tallinn: Päike ja pilv 2011. 26 S.
- Uku, kaelkirjanik ja elevant ('Uku, die Giraffe und der Elefant'). Tallinn: Päike ja pilv 2013. 28 S.
- Auto ja põder ('Das Auto und der Elch'). Tallinn: Päike ja pilv 2013. 28 S.